# محور قوص - نقادة
جسر قوص الواقع على نهر النيل (أو محور كوبري قوص / نقادة) هو جسر في مدينة قوص، قنا ويربط غرب النيل بشرق النيل.

## المواصفات
يطلق على المحور «محور الشهيد باسم فكري ومحور قوص – نقادة»  ويبلغ طوله 19 كم وعرضه 21 مترا ويتكون من 4 حارات بواقع 2 حارة مرورية لكل اتجاه ويضم المحور 30 عملاً صناعياً (15 كوبرى و 15 نفق) منها 6 كبارى رئيسية في مناطق تقاطع المحور مع كلا من (الطريق الصحراوى الشرقى - نهر النيل - ترعة الكلابية بالطريق الزراعى القاهرة /أسوان - الطريق الزراعي الغربي - السكة الحديد - الطريق الصحراوى الغربي).

## أهداف إنشاءه
يساهم محور قوص في ربط طريق القاهرة / أسوان الصحراوي والطريق الزراعي والطريق الصحراوي الغربي عابراً نهر النيل شمال مدينة قوص  بالإضافة إلى تنمية الحركة السياحية في محافظة الأقصر  وتنمية المناطق الصناعية شرق المحور لمصنع (السكر – الورق – مطاحن مصر العليا) بمدينة قوص وحل التقاطعات مع الطرق الفرعية والترع والمصارف.